# Through the Hill
Through the Hill (1994) est un album de musique ambient composé et interprété par Harold Budd et Andy Partridge.

## Liste des morceaux
- Prelude

1. "Hand 19" – 1:22

- Geography

2. "Through the Hill" – 4:07

3. "Great Valley of Gongs" – 3:09

4. "Western Island of Apples" – 3:05

5. "Anima Mundi" – 4:46

- Interlude

6. "Hand 20" – 3:02
- Structures

7. "The Place of Odd Glances" – 3:19

8. "Well for the Sweat of the Moon" – 3:26

9. "Tenochtitlan's Numberless Bridges" – 3:57

10. "Ceramic Avenue" – 5:20

- Interlude

11. "Hand 21" – 1:55

- Artifacts

12. "Missing Pieces to the Game of Salt and Onyx" – 6:01

13. "Mantle of Peacock Bones" – 2:09

14. "Bronze Coins Showing Genitals" - 4:20
15. "Bearded Aphrodite" - 2:36

- Postlude

16. "Hand 22" - 2:25

- Bonus Track (Only on 2005 Re-Release)

17. "Bruegel" - 2:40